# Melodias Inesquecíveis
Melodias Inesquecíveis é uma coletânea musical da cantora brasileira Ludmila Ferber, lançada em 2007. Contém alguns de seus principais sucessos em formato instrumental. A obra recebeu uma indicação ao Troféu Talento em 2008 na categoria Álbum instrumental.

## Faixas
1. "Nunca Pare de Lutar"
2. "Palácio para Deus"
3. "Chegou a Nossa Vez"
4. "Milhares de Milhares"
5. "Amado Irmão"
6. "Os Sonhos de Deus"
7. "Eu te Escolhi"
8. "Faz Chover"
9. "Sopra Espírito"
10. "Canção do Amigo"
11. "Tempo de Cura"
12. "Doce Presença"